# Servicio Público de Empleo de Castilla y León
El Servicio Público de Empleo de Castilla y León (ECYL) es el organismo autónomo que tiene atribuidas competencias para la gestión del empleo y la formación en el ámbito de la Comunidad Autónoma de Castilla y León (España).

## Antecedentes: El Servicio Regional de Colocación.
El artículo 32.1.21ª del Estatuto de Autonomía de Castilla y León establece que, "dentro de los objetivos marcados por la política económica general, corresponde a la Comunidad Autónoma de Castilla y León, la competencia exclusiva del fomento del desarrollo económico y la planificación de la actividad económica de la Comunidad". Y el artículo 40.1 dispone que "la Comunidad Autónoma queda facultada para dotarse de instrumentos que fomenten la plena ocupación, la formación profesional y el desarrollo económico y social para el mejor ejercicio de sus competencias".

Para el cumplimiento de estos fines, la Comunidad Autónoma y los Agentes Sociales acordaron la creación de un Servicio Público Regional de Colocación que actuara en la intermediación laboral y permitiera conocer la situación real del mercado laboral.

El 2 de febrero de 1998 se firmó el Convenio de Colaboración entre el INEM y la Consejería de Industria, Comercio y Turismo de la Junta de Castilla y León por el que se crea una Agencia de Colocación de ámbito autonómico y sin fines lucrativos, con la denominación de "Servicio Regional de Colocación"
Como objetivos del Servicio fueron fijados los siguientes:

- Relacionar ofertas y demandas mediante un proceso transparente y equitativo que asegure una igualdad de oportunidades a todos los demandantes de empleo.
- Ofrecer un servicio capaz de adaptarse rápidamente a las necesidades de un mercado laboral en constante evolución.
- Favorecer la mejor cobertura de las ofertas de trabajo.
- Facilitar la utilización abierta de los servicios a todos los usuarios posibles, homogeneizando los criterios de actuación.
- Impulsar una acción común que evite la duplicidad de esfuerzos en el ámbito de la formación ocupacional.

Las acciones que el Servicio Regional de Colocación, directamente o por medio de los centros asociados, llevaría a cabo, abarcarían cuatro aspectos:
1 - Información y direccionamiento. Para proporcionar a la persona demandante de empleo los datos necesarios sobre las diferentes acciones que realiza el Servicio Regional de Colocación o cualquier otra acción formativa o de empleo. O bien, en ponerlas en contacto con un Centro Asociado.

2 - Tratamiento de las demandas de empleo.Implicaría la elaboración del curriculum y realización de una entrevista individual y personalizada para la comprobación y validación de los datos que contiene el curriculum y los documentos acreditativos aportados por el usuario del servicio.
Con posterioridad, se contemplaría la posibilidad de modificación del curriculum, la comprobación de la disponibilidad de la persona demandante de empleo y la renovación del curriculum cuando lo solicite el demandante de empleo.
La vigencia del servicio ofrecido al demandante sería de un año, pudiendo renovar su solicitud desde cualquier punto de información.

3 - Captación de las ofertas de trabajo que presentan las diferentes empresas o entidades. Para ello se ayudaría a las empresas en la definición de los puestos de trabajo ofertados y de los perfiles profesionales necesarios para cubrir esta oferta de trabajo, en la elaboración del documento de oferta, introducción en la red informática del documento de oferta y en seguimiento y cierre del resultado de la oferta.

4 - Intermediación entre la oferta y la demanda, cruzando los datos objetivos de la oferta y la demanda para seleccionar las personas más idóneas para el puesto de trabajo ofertado.

Por todo ello, los usuarios del Servicio Regional de Colocación serían, tanto las personas demandantes, como los oferentes de empleo.
El Servicio Regional de Colocación mantuvo su funcionamiento hasta que se produjo el traspaso de las políticas activas desarrolladas por el Instituto Nacional de Empleo (INEM) a las Comunidades Autónomas.

## El Servicio Público de Empleo de Castilla y León
La paulatina evolución del proceso de transferencias de las políticas activas de empleo, desde el Estado hacia las Comunidades Autónomas, culminó en el traspaso efectivo de las mismas a la Comunidad de Castilla y León, mediante Real Decreto 1187/2001, de 2 de noviembre. La asunción de dichas competencias supuso el punto de partida para la creación y puesta en marcha del Servicio Público de Empleo de Castilla y León.
En consecuencia, mediante la Ley 10/2003, de 8 de abril, se crea el Servicio Público de Empleo de Castilla y León, como Organismo encargado de las actividades de fomento del empleo, la formación para el empleo y la orientación e intermediación en el mercado de trabajo de la Comunidad de Castilla y León.

Se configura como un Organismo Autónomo, adscrito a la Consejería de Economía y Empleo de la Comunidad de Castilla y León, cuyos fines esenciales son:

- Poner en conexión la oferta y la demanda de trabajo.

- Facilitar el apoyo a los desempleados en su búsqueda de empleo.

- La gestión de programas para la inserción laboral de los desempleados.

- La formación ocupacional.

- En general, la realización de actividades orientadas a posibilitar la colocación de los trabajadores que demandan empleo.

Forma parte del Sistema Nacional de Empleo (SISPE), junto con el Servicio Público de Empleo Estatal y el resto de Servicios Públicos de empleo autonómicos.

## Estructura organizativa
Su estructura organizativa, regulada por el Decreto 110/2003, de 25 de septiembre, está compuesta por los siguientes órganos:

Órganos de Dirección

- El Presidente, que es el Consejero que tiene atribuidas las competencias en materia laboral, actualmente el de Economía y Empleo. Es el representante institucional del ECYL.

- El Vicepresidente, que ostenta las funciones que le son delegadas o atribuidas por el Presidente.

- El Gerente, que ostenta las funciones ejecutivas del Organismo. Es el representante ordinario del ECYL.

Órganos de Gestión

Servicios Centrales:

Secretaría Técnica Administrativa, a la que se adscriben los siguientes Servicios:

- Servicio de Asuntos Generales.

- Servicio de Programación Presupuestaria y Gestión Económica.

- Asesoría Jurídica.

- Intervención Delegada.

- Tesorería Delegada.

Secretaría Técnica Funcional, a la que se adscriben los siguientes Servicios: 

- Servicio de Intermediación y Orientación Laboral.

- Servicio de Fomento del Empleo en el Ámbito Local.

- Servicio de Promoción de Empleo e Inserción Laboral.

- Servicio de Programas de Formación e Inserción Profesional.

- Servicio de Programas Autonómicos y Formación Profesional Ocupacional.

- Servicio de Formación Profesional Continua.

Observatorio Regional de Empleo.

Gerencias Provinciales:

Se estructuran en las siguientes Unidades:

- Unidad de Formación Profesional Ocupacional.

- Unidad de Fomento del Empleo.

- Unidad de Orientación e Intermediación Laboral.

- Secretaria Técnica-Administrativa.

- Unidad del Observatorio Regional de Empleo.

- Las Oficinas del Servicio Público de Empleo.

Órganos de Participación.

- El Consejo General de Empleo.

Es el órgano superior de participación, que informa, propone y promueve las líneas de actuación del Servicio Público de Empleo de Castilla y León.
Tiene una representación tripartita, compuesta por representantes de la Administración Autonómica y de las Organizaciones Empresariales y Sindicales más representativas en el ámbito de la Comunidad de Castilla y León, y lo preside el Presidente del Servicio Público de Empleo.
Además, forman parte del Consejo General de Empleo dos representantes propuestos por la Federación Regional de Municipios y Provincias, que disponen de voz pero no voto en dicho órgano de participación.

- Las Comisiones Ejecutivas Provinciales.

Son órganos de participación adscritos a las Gerencias Provinciales, a los que les corresponde efectuar el seguimiento de la aplicación, en el ámbito provincial, de los acuerdos del Consejo General de Empleo y de la actuación de la Gerencia Provincial correspondiente, así como proponer, en su caso, cuantas medidas sean necesarias para el mejor cumplimiento de los fines del Servicio Público de Empleo.
Están compuestas por representantes de la Administración Autonómica y de las Organizaciones Empresariales y Sindicales, respetando siempre los criterios de representación tripartita y paritaria en los mismos términos y por los mismos grupos que componen el Consejo General de Empleo.
Forman parte de cada una de las Comisiones Ejecutivas Provinciales, con voz pero sin voto, dos representantes propuestos por la Federación Regional de Municipios y Provincias de entre las Entidades Locales de la provincia respectiva.

La estructura periférica del Servicio Público de Empleo de Castilla y León se regula por la Orden PAT/1709/2003, de 3 de diciembre, que se desarrolla la estructura orgánica de las Gerencias Provinciales, destacando la extensa red de oficinas de empleo repartida por todas las provincias de la Comunidad.

La rápida evolución de las Tecnologías de la Información y la Comunicación (TIC), ha hecho posible la instauración de la "Oficina Virtual" del Servicio Público de Empleo de Castilla y León, en funcionamiento desde 2009 y que acerca al ciudadano la gestión de la mayor parte de los servicios que ofrece el organismo, derivando en la paulatina supresión de las barreras temporales y físicas.